# Laxtobis
Laxtobis (Magnisudis atlantica) är en till laxtobisfiskarnas familj hörande fiskart som lever i de flesta av världens tempererade och tropiska hav.

## Utseende
En mycket långsmal fisk med spetsigt huvud och en stor mun. Kroppen påminner om en barracuda, och bukfenorna och ryggfenan är placerade långt bak. Den längsta fenan, analfenan, har mellan 21 och 25 fenstrålar. Nära stjärtfenan har den en liten fettfena. Längden kan nå upp till 56 cm..

## Vanor
Laxtobisen är en pelagisk fisk som lever från havsytan till 4 700 meters djup. Födan består av småfisk och räkor. Arten utgör själv föda för hajar, tonfisk och valar. Den har ingen bestämd parningssäsong, utan fortplantar sig året om.

## Utbredning
Arten finns i alla tempererade och tropiska hav mellan 69°N och 61°S. Den går endast sällsynt in i Nordsjön (den norra delen) och Skagerack, och saknas i Medelhavet.